# Tom Wolfe
A nu se confunda cu scriitorul Thomas Wolfe (1900–1938)
Tom Wolfe (n. 2 martie 1930, Richmond, Virginia, SUA – d. 14 mai 2018, New York City, New York, SUA) a fost un autor american. 
Născut la Richmond, Tom Wolfe și-a desfășurat activitatea de jurnalist și eseist la New York. În anii 60, a devenit, alături de Norman Mailer, Truman Capote, J. Didion, Hunter S. Thompson, unul dintre creatorii a ceea ce se este cunoscut sub numele de Noul Jurnalism în Statele Unite ale Americii. Reportajele și articolele sale prezintă o critică implicită a diferitelor aspecte ale societății americane.
Și-a început cariera prin scrieri ce se află la granița dintre jurnalism și literatură, care l-au consacrat publicului în anii 1970.